# Estación de Santa Coloma de Cervelló
Estación de Santa Coloma de Cervelló egy vasútállomás Spanyolországban, Barcelona közelében, Santa Coloma de Cervelló településen. Az állomást buszjáratok kötik össze a szomszédos településekkel és Katalónia egyik világhírű látványosságával, a Catalunya en Miniatura parkkal.

## Vasútvonalak
Az állomást az alábbi vasútvonalak érintik:
- Llobregat–Anoia-vasútvonal

## Kapcsolódó állomások
A vasútállomáshoz az alábbi állomások vannak a legközelebb:
- Sant Boi